# Rebecca (film, 2020)
Pour les articles homonymes, voir Rebecca.
 (octobre 2020).
Si vous disposez d'ouvrages ou d'articles de référence ou si vous connaissez des sites web de qualité traitant du thème abordé ici, merci de compléter l'article en donnant les références utiles à sa vérifiabilité et en les liant à la section « Notes et références ».
Pour plus de détails, voir Fiche technique et Distribution.
Rebecca est un thriller dramatique britannique réalisé par Ben Wheatley et sorti en 2020 sur Netflix. Il s'agit d'une nouvelle adaptation du roman du même nom de Daphné du Maurier, déjà porté à l'écran dans le film homonyme d'Alfred Hitchcock sorti en 1940.

## Synopsis
La jeune héroïne — dont on ignorera toujours le nom — est la dame de compagnie de Mrs Van Hopper, en villégiature dans un palace de Monte-Carlo. Elle y rencontre Maxim de Winter, un aristocrate plus âgé qu’elle et veuf depuis peu. Lorsque Mrs Van Hopper tombe malade, Maxim se montre assidu et l’emmène passer des journées d’excursion dans sa Bentley. Rétablie et jalouse, Mrs Van Hopper décide de quitter Monte-Carlo dès le lendemain, mais Maxim propose à l’héroïne de l’épouser et de vivre avec lui dans son luxueux manoir de Manderley, en Cornouailles.
La jeune Mrs de Winter y découvre une maison où plane partout le fantôme de Rebecca, la première épouse de Maxim, fantôme dont la gouvernante, Mrs Danvers, se charge en permanence de rappeler la présence, non sans constamment montrer à la nouvelle Mrs de Winter qu’elle ne saurait soutenir la comparaison avec sa devancière.
Or le comportement de Maxim, qui ne supporte pas l’évocation de Rebecca, devient de plus en plus dur et froid vis-à-vis de son épouse. Celle-ci, atterrée, est convaincue de n’être qu’un substitut ne pouvant lui faire oublier son véritable amour.
Voulant renouer avec la tradition des bals costumés de Manderley, elle tombe dans un piège tendu par Mrs Danvers, en se faisant faire le costume d’un des tableaux du château, ignorant que ce déguisement avait été utilisé lors d’un bal antérieur par Rebecca. Maxim est pétrifié et l'humilie devant tous les convives en exigeant qu'elle aille l'enlever sur-le-champ.
Mrs de Winter apprend peu à peu que Rebecca s’est noyée en pleine nuit dans le naufrage de son bateau, et qu’elle n’a été retrouvée et identifiée par Maxim que deux mois plus tard. Cette mort est d’autant plus troublante que Rebecca avait été à Londres le jour même pour une raison inconnue et qu'elle avait écrit en rentrant à son cousin, Jack Favell, qu’elle voulait le voir d’urgence.
Après qu’un bateau de plaisance s'est échoué devant Manderley, le renflouement dégage également l’épave du bateau de Rebecca, dont on découvre avec stupeur qu’il contient toujours son corps. De plus, la coque a manifestement été percée par un harpon, ce qui exclut la possibilité d’un accident. Maxim, qui avait identifié à tort le corps, se retrouve en position d’accusé. Il raconte alors à Mrs de Winter ce qui s’est passé : derrière le mythe entretenu, Rebecca s’était révélée peu après le mariage perverse et débauchée, et s’il ne supporte pas qu’on parle d’elle, c’est parce qu’il s’est pris pour elle d’une haine féroce.
Jack Favell le fait chanter : Rebecca était allée à Londres voir un gynécologue, elle était enceinte et sa vie ne permettait pas de savoir de qui. C’était le mobile de Maxim pour la tuer.
Pour sauver Maxim, Mrs de Winter recherche dans les papiers de Rebecca le nom du médecin qu’elle a rencontré et part le soir même pour Londres afin d’en avoir le cœur net. Devançant pour cela les enquêteurs, elle découvre que Rebecca n’était pas enceinte et que sa consultation avait un tout autre motif.

## Fiche technique
Sauf indication contraire, les informations mentionnées dans cette section peuvent être confirmées par la base de données cinématographiques IMDb,  présente dans la section « Liens externes ».
- Titre : Rebecca
- Réalisation : Ben Wheatley

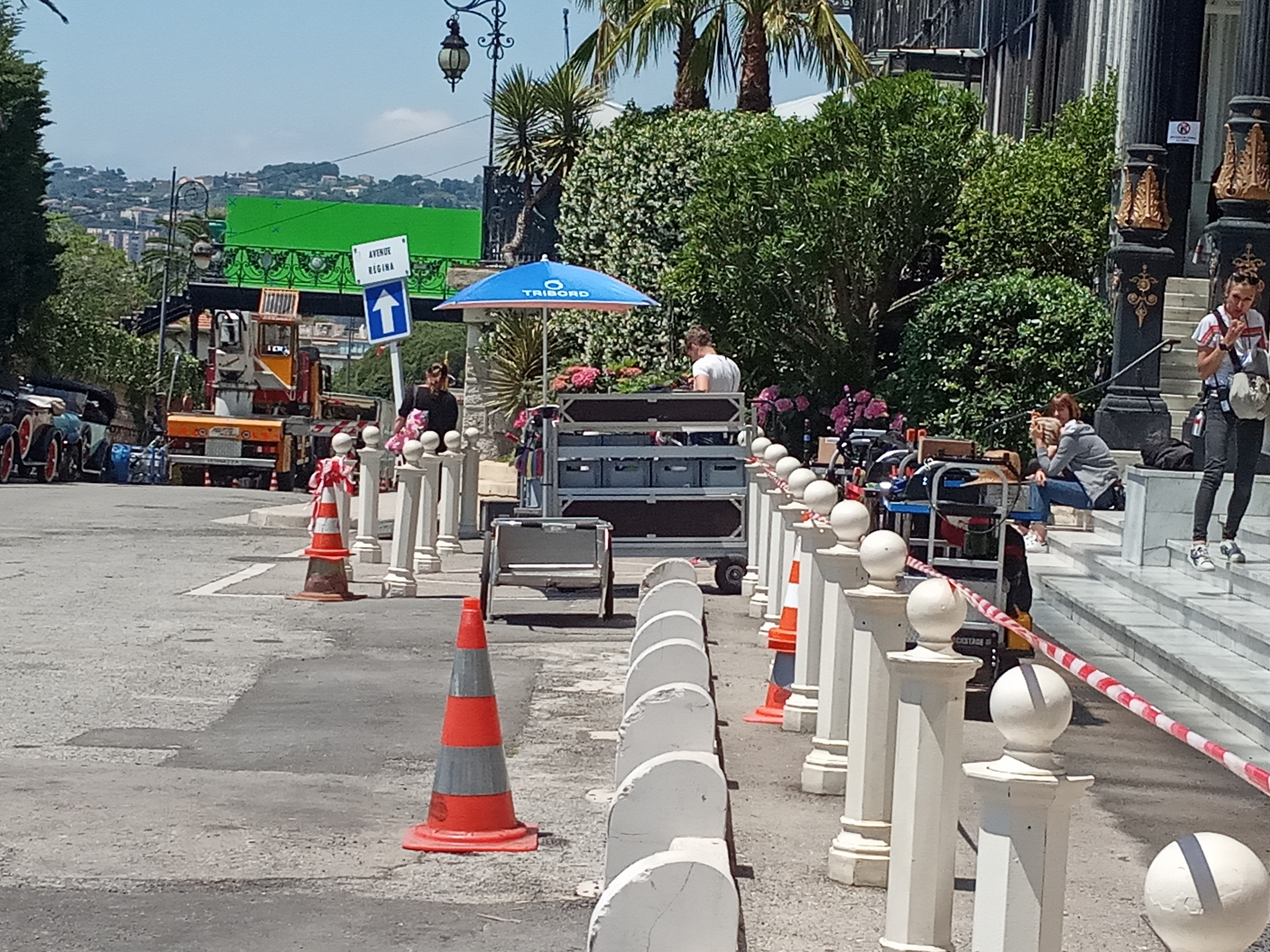
Photo tournage Excelsior Régina Palace à Nice.

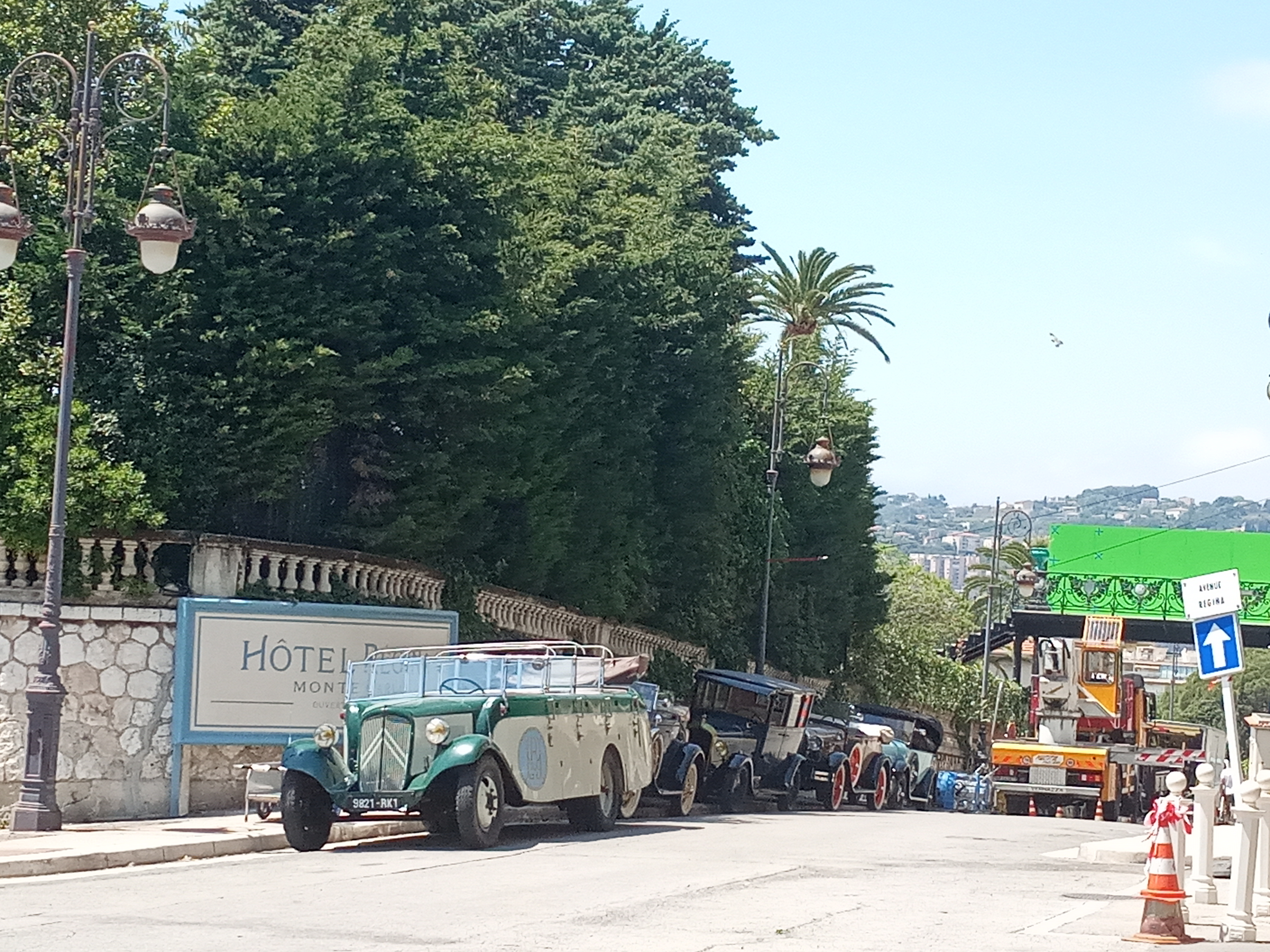
Reconstitution du Bus de l'Excelsior Régina Palace sur le tournage de Rebecca le 3/06/2019 à Nice.

- Scénario : Jane Goldman, Joe Shrapnel et Anna Waterhouse, d'après le roman Rebecca de Daphné du Maurier
- Musique : Clint Mansell
- Direction artistique : Will Coubrough, Nick Gottschalk et Will Newton
- Décors : Sarah Greenwood
- Costumes : Julian Day
- Photographie : Laurie Rose
- Production : Tim Bevan et Eric Fellner
  - Production exécutive : Nira Park
- Sociétés de production : Working Title Films et Netflix
- Société de distribution : Netflix
- Pays de production :  Royaume-Uni
- Langue originale : anglais
- Format : couleur
- Genre : thriller, drame
- Durée : 123 minutes
- Date de sortie : 21 octobre 2020 (sur Netflix)

## Distribution
- Lily James (VF : Alexia Papineschi) : Mrs de Winter
- Armie Hammer (VF : Valentin Merlet) : Maxim de Winter
- Kristin Scott Thomas (VF : Danièle Douet) : Mrs Danvers
- Keeley Hawes (VF : Marianne Basler) : Beatrice Lacy
- Ann Dowd (VF : Anne Plumet) : Mrs Van Hopper
- Sam Riley (VF : Damien Witecka) : Jack Favell
- Ben Crompton (VF : Vincent Ropion) : Ben
- Mark Lewis Jones (VF : Jean-François Aupied) : l'inspecteur Welch
- Tom Goodman-Hill (VF : Loïc Houdré) : Frank Crawley
- Bill Paterson (VF : Michel Prud'homme) : Dr Baker
- Lucy Russell : Clementine Whitney
- Bryony Miller (VF : Leslie Lipkins) : Clarice
- David Horovitch (en) (VF : Patrice Dozier) : le coroner
- John Hollingworth (VF : Fabrice Lelyon) : Giles Lacy
- Jeff Rawle (VF : Frédéric Cerdal) : Frith
- Ashleigh Reynolds : Robert
- David Appleton : le gardien de nuit
- Jane Lapotaire (VF : Cathy Cerdà) : la grand-mère

Version française dirigée par Jean-Philippe Puymartin chez Dubbing Brothers[réf. nécessaire]

## Production
Le tournage a débuté le 3 juin 2019, à Nice dans Le Palace Excelsior Régina  et sur la Promenade des Anglais pour y tourner une course à vélo et des scènes en extérieur[réf. nécessaire].
Le Jardin Exotique de Monaco sert également de décor à une escapade entre Maxim de Winter et sa future épouse.
Le manoir de Cranborne dans le Dorset sert de lieu de tournage pour les scènes montrant le domaine de Manderley.
La scène où Madame Danvers accueille Madame de Winter à Manderley est tournée dans la salle de marbre de Hartfield House, une maison construite en 1611 par Robert Cecil, 1er comte de Salisbury et Ministre du roi Jacques 1er.

## Accueil critique
En France, le site Allociné recense une moyenne des critiques presse de 2,7⁄5, sur un total de 6 critiques presse.
Les critiques sont toutes moyennes, aucune ne voyant dans le film ni un chef d’œuvre ni un navet. Elles relèvent que son « esthétique est particulièrement léchée », mais que « le récit est lancinant, manque d'ardeur et de dynamique ». Le défi d'une adaptation suivant celle d'Hitchcock a souvent été considéré comme impossible : « Le réalisateur Ben Wheatley s'en sort plutôt honorablement, et sa version 2020, si elle n'égalera jamais l'originale, offre son lot d'émotions et quelques frissons ». Elles ne saluent pas forcément « l’interprétation fiévreuse » de Lily James, mais celle de Kristin Scott Thomas, qui se mesurait dans ce rôle à l'interprétation, saluée par tous à l'époque de la première adaptation, de Judith Anderson, dans le rôle de Mrs Danvers.